# Жонатан Клосс
Жонатан Клосс (фр. Jonathan Clauss; нар. 25 вересня 1992, Труа, Франція) — французький футболіст, фланговий захисник/півзахисник клубу «Ніцца» та національної збірної Франції.

## Ігрова кар'єра

### Клубна
Жонатан Клосс є вихованцем футбольної академії клубу «Страсбур». Після цього він тривалий час виступав у клубах нижчих дивізіонів чемпіонату Франції. Поки у 2017 році підписав контракт з клубом Ліги 2 «Кевії» з міста Руан. Через рік Клос перебрався до Німеччини, де два наступні сезони провів у клубі Другої Бундесліги «Армінія» з Білефельда. У сезоні 2019/20 Клосс у складі «Армінії» виграв німецьку Другу Бундеслігу але до вищого дивізіону він не потрапив. Вже у травні 2020 року стало відомо, що по завершенні контракту з німецьким клубом, Клосс повернеться до Франції, де він підписав трирічний контракт з «Лансом». У віці 28 - ми років Клос дебютував у французькій Лізі 1. У сезоні 2020/21 Жонатан Клосс був внесений до команди роки Ліги 1 Національним Союзом Футболістів Професіоналів.
У липні 2022 року Клосс перейшов до клубу «Марсель», з яким підписав контракт на три роки. Вже 7 серпня футболіст зіграв першу гру у новій команді, коли вийшов у стартовому складі на гру проти «Реймса». Також в сезоні 2022/23 Клосс брав участь у груповому раунді Ліги чемпіонів.
25 липня 2024 року за 5 млн євро перейшов у «Ніццу».

### Збірна
У березні 2022 року у товариському матчі проти команди Кот-д'Івуару дебютував у складі національної збірної Франції. В подальшому він грав у лавах збірної у турнірі Ліги націй УЄФА 2022—2023 .
18 листопада 2023 року відзначився дебютним голом за збірну Франції в матчі відбіркового турніру до чемпіонату Європи 2024 року проти збірної Гібралтару.

## Статистика виступів

### Статистика виступів за збірну
Станом на 6 вересня 2024 року
| Дата       | Місто           | Господарі  | Результат | Гості       | Турнір                               | Голи | Примітки |
| ---------- | --------------- | ---------- | --------- | ----------- | ------------------------------------ | ---- | -------- |
| 25-3-2022  | Марсель         | Франція    | 2 – 1     | Кот-д'Івуар | товариський матч                     | -    | 88'      |
| 29-3-2022  | Вільнев-д'Аск   | Франція    | 5 – 0     | ПАР         | товариський матч                     | -    | 88'      |
| 3-6-2022   | Сен-Дені        | Франція    | 1 – 2     | Данія       | Ліга націй УЄФА 2022—2023 - 1-й етап | -    | 90+2'    |
| 6-6-2022   | Спліт           | Хорватія   | 1 – 1     | Франція     | Ліга націй УЄФА 2022—2023 - 1-й етап | -    | 79'      |
| 22-9-2022  | Сен-Дені        | Франція    | 2 – 0     | Австрія     | Ліга націй УЄФА 2022—2023 - 1-й етап | -    |          |
| 25-9-2022  | Копенгаген      | Данія      | 2 – 0     | Франція     | Ліга націй УЄФА 2022—2023 - 1-й етап | -    | 46'      |
| 13-10-2023 | Амстердам       | Нідерланди | 1 – 2     | Франція     | Відбір до ЧЄ 2024                    | -    | 80'      |
| 17-10-2023 | Вільнев-д'Аск   | Франція    | 4 – 1     | Шотландія   | товариський матч                     | -    |          |
| 18-11-2023 | Ніцца           | Франція    | 14 – 0    | Гібралтар   | Відбір до ЧЄ 2024                    | 1    |          |
| 21-11-2023 | Неа-Філадельфія | Греція     | 2 – 2     | Франція     | Відбір до ЧЄ 2024                    | -    | 64'      |
| 23-3-2024  | Будапешт        | Франція    | 0 – 2     | Німеччина   | товариський матч                     | -    | 60'      |
| 26-3-2024  | Марсель         | Франція    | 3 – 2     | Чилі        | товариський матч                     | -    | 11'      |
| 5-6-2024   | Мец             | Франція    | 3 – 0     | Люксембург  | товариський матч                     | 1    | 46'      |
| 6-9-2024   | Париж           | Франція    | 1 – 3     | Італія      | Ліга націй УЄФА 2024—2025 - 1-й етап | -    | 78'      |
| Усього     |                 | Матчів     | 14        |             | Голів                                | 2    |          |

## Досягнення
Армінія
- Переможець Другої Бундесліги: 2019/20

Індивідуальні
- Гравець роки за версією НСФП: 2020/21,[9] 2021/22[10]